# Red Lights Flash
I Red Lights Flash son stati un gruppo musicale punk rock austriaco, formatosi nel 1997 a Graz. Si sono sciolti nel 2010.

## Discografia

### Album studio
- 1999 - Stop When... (Remedy Records)
- 2001 - And Time Goes By (Household Name Records)
- 2004 - Fręe... (A-F Records)
- 2009 - For Your Safety